# Зайдель, Тоша
Тоша Зайдель (англ. Toscha Seidel, при рождении Антон Шмулевич Зайдель; 16 ноября 1899, Одесса — 15 ноября 1962) — русский и американский скрипач

## Биография
Родился 4 ноября (по старому стилю) 1899 года в Одессе в семье брест-литовского мещанина Шмуля Анчелевича Зайделя и Таубы (Татьяны) Бирман. У него был младший брат Владимир (1906). Учился сперва в Одессе у Макса и Александра Фидельманов, затем в Санкт-Петербурге у Леопольда Ауэра. После эмиграции в США широко концертировал, в начале 1930-х гг. музицировал вместе с Альбертом Эйнштейном, исполнял сольные скрипичные партии для голливудских саундтреков, в том числе для известного фильма «Интермеццо».
Оставил ряд заметных записей 1920-40-х гг., в том числе сонаты Иоганнеса Брамса (№ 1) и Эдварда Грига (№ 3) вместе с пианистом Артуром Лёссером, сонату Сезара Франка, сюиту Эриха Корнгольда из музыки к пьесе Шекспира «Много шума из ничего» (партия фортепиано — автор), несколько небольших пьес Моцарта, «Брамсиану» Владимира Бакалейникова и др.
Старейшина американской музыкальной критики Гарольд Шонберг включил Зайделя, наряду с Яшей Хейфецем, Мишей Эльманом, Ефремом Цимбалистом и Натаном Мильштейном, в число «юных еврейских скрипачей, которым суждено было потрясти мир».
Тоша Зайдель фигурирует в известной застольной песне Джорджа и Айры Гершвинов «Миша, Яша, Тоша, Саша» (Mischa, Jascha, Tosha, Sascha, 1921, опубликована в 1932), посвящённой четырём друзьям-музыкантам и их педагогу Леопольду Ауэру и трактующей в шуточном ключе о глубокой интеграции русско-еврейских музыкантов в американскую культуру.